# Yorkville (Illinois)
Yorkville je grad u američkoj saveznoj državi Ilinois. Prema popisu stanovništva iz 2010. u njemu je živjelo 16.921 stanovnika.